# Tenuipalpidae
Famille
Les Tenuipalpidae sont une famille d'acariens de l'ordre des Trombidiformes.

## Genres
Acaricis - 
Aegyptobia - 
Afronychus - 
Amblypalpus - 
Australopalpus - 
Brevipalpus - 
Capedulia - 
Cenopalpus - 
Chaudhripalpus - 
Coleacarus - 
Crossipalpus - 
Cyperacarus - 
Dolichotetranychus - 
Gahniacarus - 
Krugeria - 
Larvacarus - 
Macfarlaniella - 
Magdalenapalpus - 
Meyeraepalpus - 
Obdulia - 
Obuloides - 
Palpipalpus - 
Pentamerismus - 
Philippipalpus - 
Phyllotetranychus - 
Phytoptipalpus - 
Priscapalpus - 
Prolixus - 
Pseudoleptus - 
Raoiella - 
Raoiellana - 
Tegopalpus - 
Tenuilichus - 
Tenuipalpus (type) - 
Terminalichus - 
Ultratenuipalpus - 
Urigersonus